# S-Bahn Mitteldeutschland
S-Bahn Mitteldeutschland – sieć kolejowego transportu publicznego w aglomeracji Lipsk i Halle.
Operatorem sieci S-Bahn Mitteldeutschland jest DB Regio działający na zlecenie związków komunikacyjnych: Zweckverband für den Nahverkehrsraum Leipzig (ZVNL), Verkehrsverbund Oberelbe (VVO), Verkehrsverbund Mittelsachsen (VMS), Nahverkehrsservice Sachsen-Anhalt (NASA), Nahverkehrsservicegesellschaft Thüringen (NVS) i Verkehrsverbund Berlin-Brandenburg (VBB).
W 1969 roku uruchomiono w Halle i w Lipsku odrębne sieci S-Bahn. W 2004 roku zostały one połączone w S-Bahn Leipzig-Halle.
15 grudnia 2013 uruchomiono pierwszy etap S-Bahn Mitteldeutschland. Sieć została zreorganizowana i znacznie powiększona. Jednocześnie oddano do użytku City-Tunnel w Lipsku.

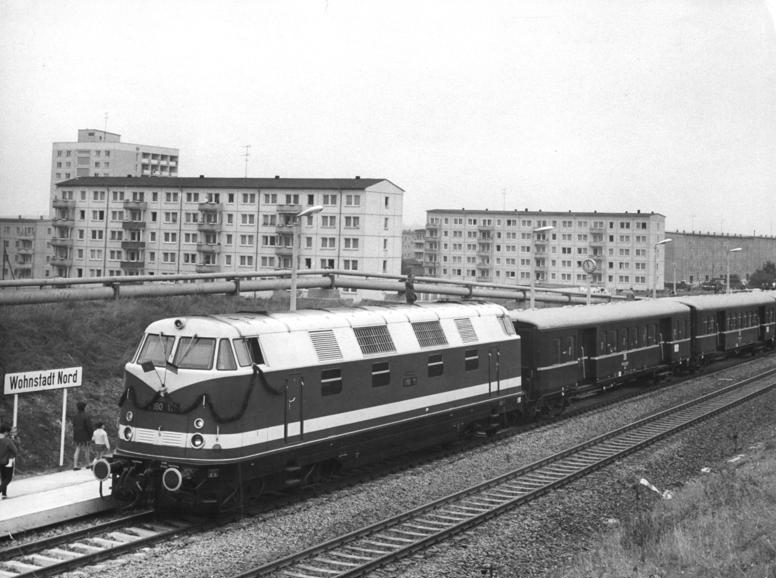
Dziewiczy rejs S-Bahn Halle (pierwszy pociąg, 1969)
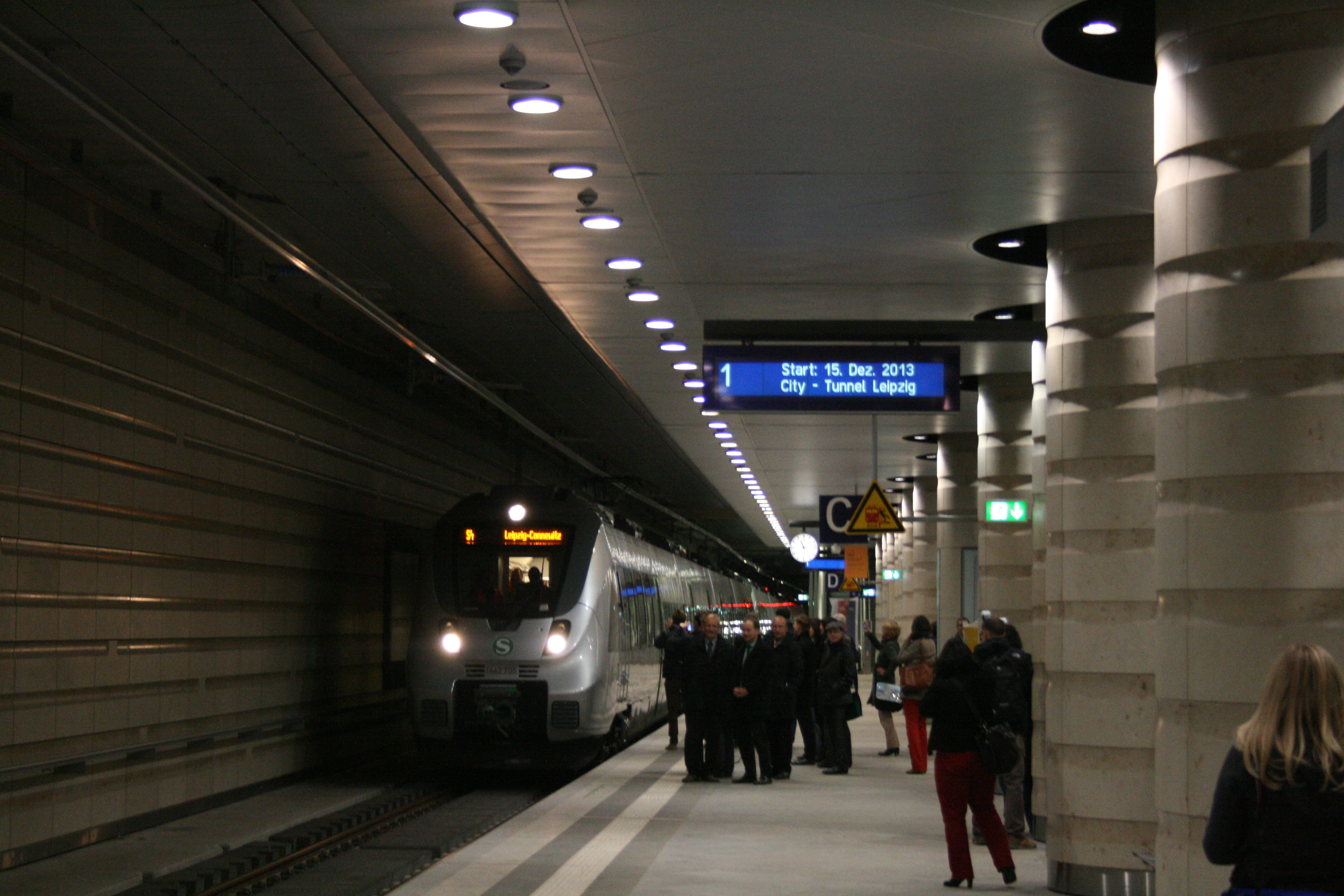
Leipzig Hauptbahnhof w tunelu (15 grudnia 2013)
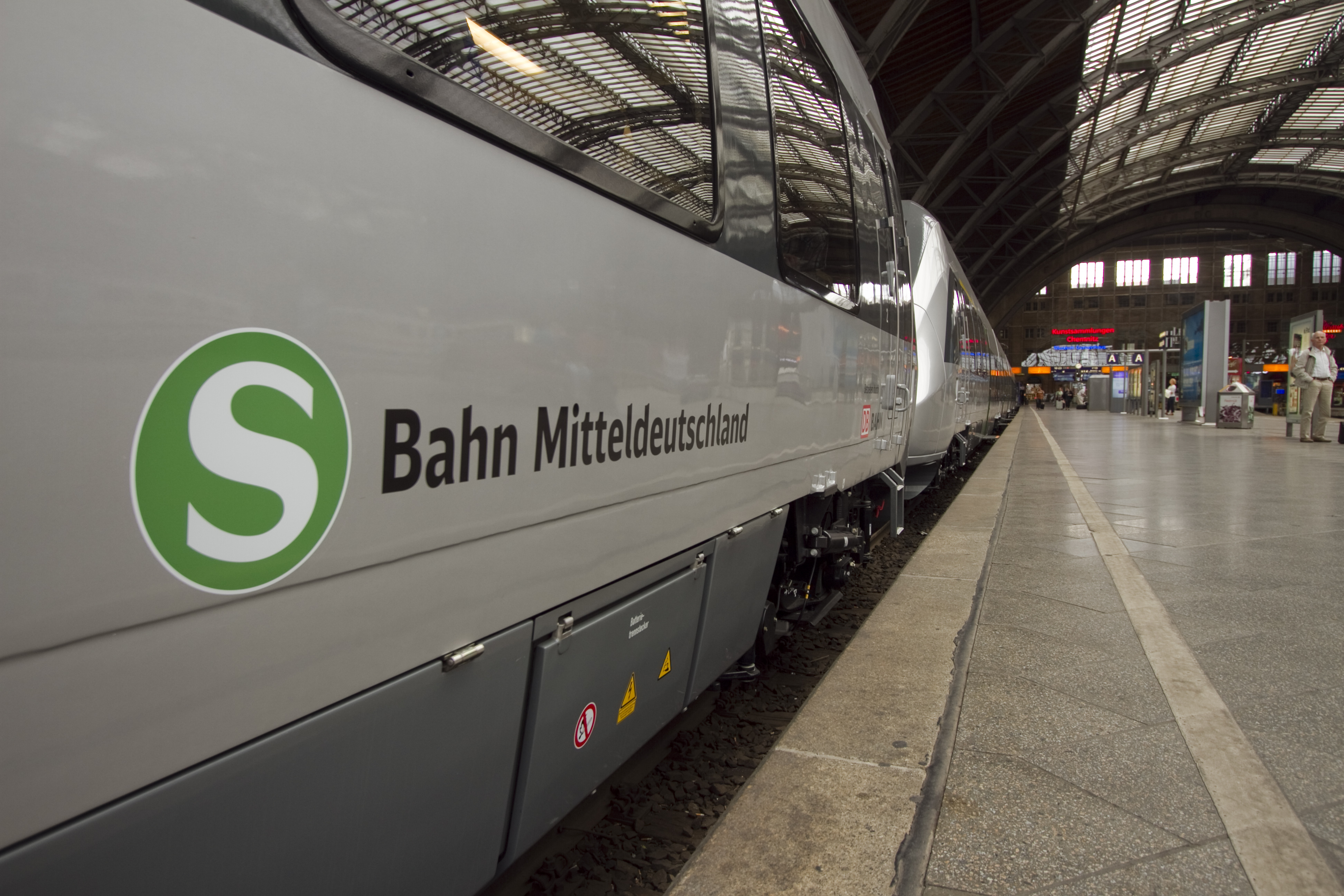
Bombardier Talent 2, z logo S-Bahn Mitteldeutschland
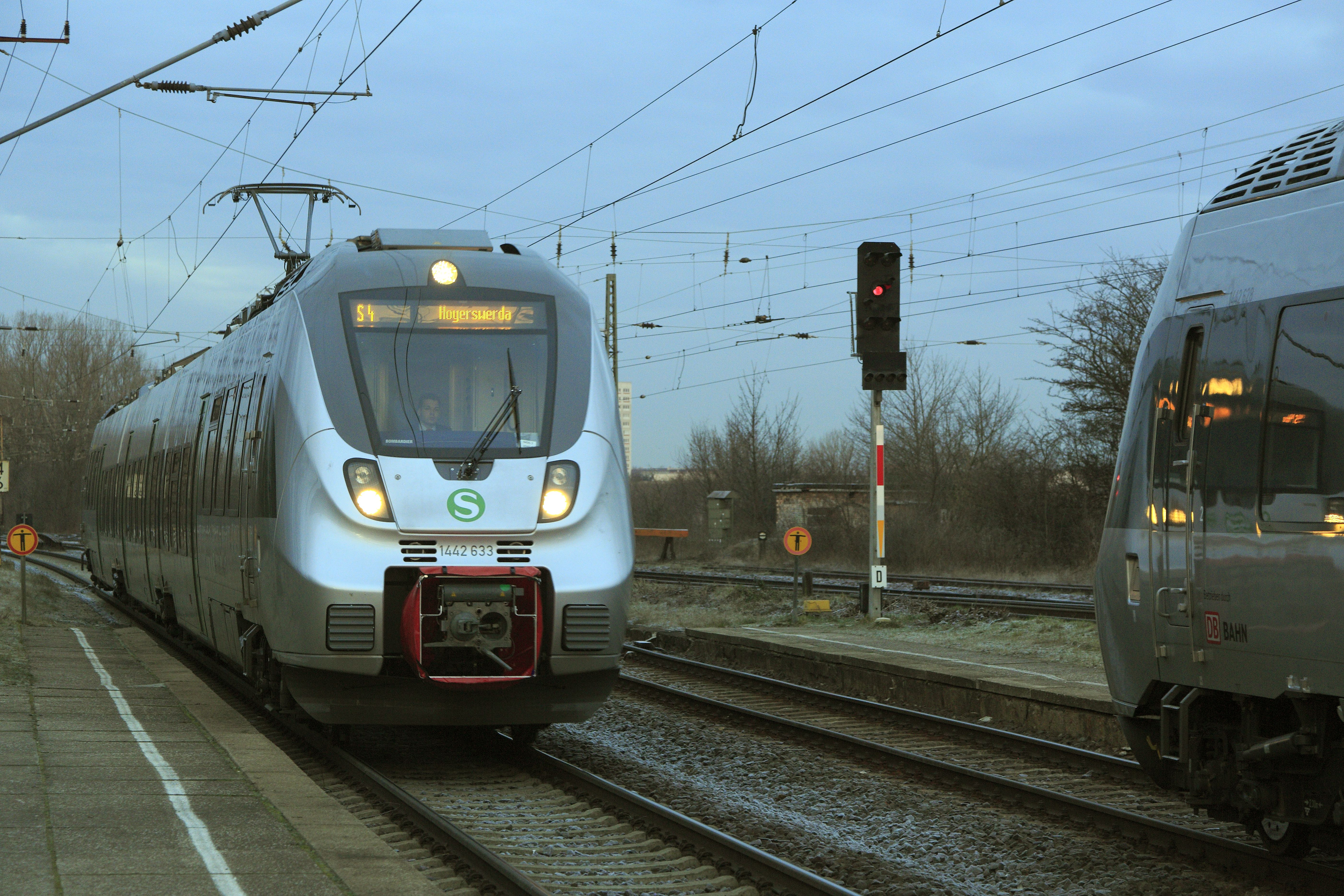
Pociągi S-Bahn Mitteldeutschland w stacji Leipzig-Thekla

## Linie od 12/2015
| Linie S-Bahn Mitteldeutschland | Linie S-Bahn Mitteldeutschland | Linie S-Bahn Mitteldeutschland | Linie S-Bahn Mitteldeutschland | Linie S-Bahn Mitteldeutschland | Linie S-Bahn Mitteldeutschland | Linie S-Bahn Mitteldeutschland |
| Linia                          | Przebieg trasy |                                |                                |                                |                                |                                |
| ------------------------------ | --- | ------------------------------ | ------------------------------ | ------------------------------ | ------------------------------ | ------------------------------ |
| S1                             | Leipzig Miltitzer Allee – Leipzig-Leutzsch – Leipzig-Gohlis – Leipzig City-Tunnel – Leipzig-Stötteritz                                         |                                |                                |                                |                                |                                |
| S2                             | Dessau Hbf – Bitterfeld – Delitzsch unt Bf – Leipzig Messe – Leipzig City-Tunnel – Leipzig-Connewitz – Markkleeberg – Markkleeberg-Gaschwitz   |                                |                                |                                |                                |                                |
| S3                             | Halle-Trotha – Halle (Saale) Hbf – Schkeuditz – Leipzig-Gohlis – Leipzig City-Tunnel – Leipzig-Connewitz – Markkleeberg – Borna – Geithain     |                                |                                |                                |                                |                                |
| S4                             | Hoyerswerda – Torgau – Eilenburg – Taucha – Leipzig-Mockau – Leipzig City-Tunnel – Leipzig-Stötteritz – Wurzen (– Oschatz – Riesa)             |                                |                                |                                |                                |                                |
| S5                             | Halle (Saale) Hbf – Flughafen Leipzig/Halle – Leipzig Messe – Leipzig City-Tunnel – Leipzig-Connewitz – Markkleeberg – Altenburg – Zwickau Hbf |                                |                                |                                |                                |                                |
| S5X                            | Flughafen Leipzig/Halle – Leipzig Messe – Leipzig City-Tunnel – Leipzig-Connewitz – Markkleeberg – Altenburg – Zwickau Hbf                     |                                |                                |                                |                                |                                |
| S7                             | Halle (Saale) Hbf – Halle-Silberhöhe – Halle-Neustadt – Halle-Nietleben                                                                        |                                |                                |                                |                                |                                |
|                                | |                                |                                |                                |                                |                                |

## Linie 12/2013 – 12/2015
| Linie S-Bahn Mitteldeutschland | Linie S-Bahn Mitteldeutschland | Linie S-Bahn Mitteldeutschland | Linie S-Bahn Mitteldeutschland | Linie S-Bahn Mitteldeutschland | Linie S-Bahn Mitteldeutschland | Linie S-Bahn Mitteldeutschland |
| Linia                          | Przebieg trasy |                                |                                |                                |                                |                                |
| ------------------------------ | --- | ------------------------------ | ------------------------------ | ------------------------------ | ------------------------------ | ------------------------------ |
| S1                             | Leipzig Miltitzer Allee – Leipzig-Leutzsch – Leipzig-Gohlis – Leipzig City-Tunnel – Leipzig-Stötteritz – Wurzen – Oschatz – Riesa              |                                |                                |                                |                                |                                |
| S2                             | Bitterfeld – Delitzsch – Leipzig Messe – Leipzig City-Tunnel – Leipzig-Connewitz – Markkleeberg – Markkleeberg-Gaschwitz                       |                                |                                |                                |                                |                                |
| S3                             | Halle (Saale) Hbf – Schkeuditz – Leipzig-Gohlis – Leipzig City-Tunnel – Leipzig-Stötteritz                                                     |                                |                                |                                |                                |                                |
| S4                             | Hoyerswerda – Torgau – Eilenburg – Taucha – Leipzig-Mockau – Leipzig City-Tunnel – Leipzig-Connewitz – Markkleeberg – Borna – Geithain         |                                |                                |                                |                                |                                |
| S5                             | Flughafen Leipzig/Halle – Leipzig Messe – Leipzig City-Tunnel – Leipzig-Connewitz – Markkleeberg – Altenburg – Zwickau Hbf                     |                                |                                |                                |                                |                                |
| S5X                            | Halle (Saale) Hbf – Flughafen Leipzig/Halle – Leipzig Messe – Leipzig City-Tunnel – Leipzig-Connewitz – Markkleeberg – Altenburg – Zwickau Hbf |                                |                                |                                |                                |                                |
| S7                             | Halle-Trotha – Halle (Saale) Hbf – Halle-Silberhöhe – Halle-Neustadt – Halle-Nietleben                                                         |                                |                                |                                |                                |                                |
|                                | |                                |                                |                                |                                |                                |